# Antoinette de Vaucouleurs
Antoinette de Vaucouleurs (né le 14 novembre 1921 à Paris en France et décédée le 29 août 1987 à Austin, dans l'État du Texas, aux États-Unis) est une astronome qui a travaillé au département d'astronomie de l'Université du Texas à Austin pendant 25 années (de 1961 à 1986),. En plus des collaborations continues avec son mari, Gérard de Vaucouleurs, elle mène ses propres recherches en spectroscopie. Ses contributions (et également celles de Gérard) sont reconnues dans un mélanges en 1988, intitulé The World of Galaxies,.

## Petite enfance et éducation
Antoinette Piétra est née le 14 novembre 1921 à Paris en France. Elle épouse Gérard de Vaucouleurs le 31 octobre 1944,,.
Elle étudie les mathématiques, la physique et l'astronomie à la Sorbonne de 1944 à 1948.

## Carrière
Elle travaille comme spectroscopiste de laboratoire à l'Institut d'astrophysique de Paris de 1948 à 1949.
De 1950 à 1951, elle est assistante bénévole à l'observatoire de l'université de Londres. Là, elle mesure les spectres du réflecteur Wilson de 24 pouces, un cadeau à l'observatoire de JG Wilson en 1925.
Elle déménage à Canberra en Australie, en 1951, où elle travaille comme assistante de Richard Woolley (directeur de l'observatoire du Mont Stromlo). Durant cette période, elle travaille sur la spectrophotométrie des étoiles brillantes de l'hémisphère sud et de la planète Mars.
En 1957, les Vaucouleurs sont invités à l'observatoire Lowell à Flagstaff en Arizona. En 1958, ils déménagent à l'observatoire de l'université Harvard à Cambridge, où ils restent de 1958 à 1960,.
En 1962, elle devient citoyen américain naturalisé.

## Recherche
Pendant son séjour à Paris, elle découvre de nouveaux états doublets et perturbations dans la série secondaire du spectre infrarouge du potassium. Elle et Gérard utilisent le microphotomètre de Chalonge pour étudier la photométrie de surface des galaxies, conduisant à la formation de la loi de Vaucouleurs pour la luminosité de surface d'une galaxie elliptique en 1948.
En Australie, Antoinette de Vaucouleurs travaille d'abord sur les gradients spectrophotométriques de type Greenwich dans le continuum des étoiles brillantes de l'hémisphère sud et de Mars. Elle et Gérard sont les premiers à utiliser le système photométrique UBV d'Harold Johnson pour classer les étoiles selon leur couleur et leur magnitude, et à l'adapter à la photométrie photoélectrique des galaxies. Elle publie plus tard un catalogue de photométrie des galaxies avec Giuseppe Longo (1983).
En 1957, elle soumet ses travaux sur Les types spectraux et les luminosités des étoiles du sud B, A et F à la Royal Astronomical Society de Londres. Il s'agit de la première classification quantitative spectrale et lumineuse de 366 étoiles du système Morgan-Keenan. Elle est considérée comme l'une des meilleures classifications pour les types MK d'étoiles du sud,.
Elle aurait remarqué une variabilité dans les centres de certaines galaxies de Seyfert en 1958, mais son mari la décourage de donner suite à cette idée. Ses soupçons sont ensuite confirmés par les découvertes d'autres personnes.
Elle participe activement aux recherches extragalactiques de son mari. Entre 1960 et 1978, elle contribue aux relevés de vitesse radiale effectués à l'observatoire McDonald du réflecteur Struve de 82" (2,1 m),. Elle reprend une grande partie du travail fastidieux et minutieux de réduction des données des séries d'observation.
Elle participe aux premières études de son mari sur les dimensions et la structure du Grand Nuage de Magellan, dont la première analyse quantitative de la composition spectrale d'une autre galaxie à partir de son spectre. Ils utilisent la force de ses raies d'absorption pour déterminer la population stellaire de la barre du Grand Nuage de Magellan,,.
Pendant quinze années, Antoinette et Gérard de Vaucouleurs compilent et systématisent le Reference Catalogue of Bright Galaxies (RCBG), l'un des principaux catalogues de galaxies à paraître après 1960. Il s'appuie sur les travaux d'Harlow Shapley et d'Adelaide Ames dans le catalogue Shapley-Ames et autres. Le premier catalogue de référence est publié en 1964. Il contient 2 599 objets, soit le double de la taille du catalogue Shapley-Ames original. Le Deuxième catalogue de référence des galaxies lumineuses (RC2), publié par Vaucouleurs et Harold G. Corwin, Jr. en 1976, comprend 4 364 objets et élargit considérablement les données fournies à leur sujet. Le Troisième catalogue de référence des galaxies brillantes (RC3) comprend 23 022 objets, provenant d'une base de données de 73 197 galaxies de l'observatoire de Lyon. De plus, le Southern Galaxy Catalog (1985) est complété par Harold Corwin avec une aide moindre d'Antoinette et de Gérard de Vaucouleurs,. Tout au long de ce travail, Antoinette de Vaucouleurs est bien connue pour son attention et sa mémoire pour les détails et sa capacité à découvrir et à corriger les erreurs.
Les Vaucouleurs sont également connus pour leurs travaux pionniers sur les superamas de galaxies,,. En 1953, sur la base de leur travail commun, Gérard avance l'affirmation controversée selon laquelle la Voie lactée fait partie d'un plus grand ensemble de galaxies de galaxies aplaties connu depuis sous le nom de superamas local. Un système de coordonnées supergalactiques basé sur l'orientation du superamas local et d'autres amas, qui a été largement utilisé pour décrire la distribution des galaxies proches. Elle est active dans l'étude du mouvement du décalage vers le rouge des galaxies.
Antoinette de Vaucouleurs est décédée d'un cancer de la moelle osseuse le 29 août 1987. Elle a continué à travailler jusqu'à 10 semaines avant son décès.

## Reconnaissance
L'université du Texas à Austin crée la bourse commémorative et la médaille Antoinette de Vaucouleurs qui sont décernées chaque année à « un astronome exceptionnel en reconnaissance de sa vie consacrée à l'astronomie »,.

## Publications
- Gérard de Vaucouleurs et Antoinette de Vaucouleurs, Reference catalogue of bright galaxies being the Harvard survey of galaxies brighter than the 13th magnitude of H. Shapley and A. Ames, revised, corrected and enlarged, with notes, bibliography and appendices, Austin, Texas, University of Texas Press, 1964
- Gérard de Vaucouleurs et Antoinette de Vaucouleurs, Second reference catalogue of bright galaxies, containing information on 4,364 galaxies with references to papers published between 1964 and 1975, Austin, University of Texas Press, 1976 (ISBN 978-0-292-75507-9)
- Gérard de Vaucouleurs, Antoinette de Vaucouleurs, Harold G. Jr. Corwin, Ronald J. Buta, Georges Paturel et Pascal Fouque, Third reference catalogue of bright galaxies, New York, Springer-Verlag, 1991 (ISBN 978-0-387-97549-8)
- Giuseppe Longo, Antoinette de Vaucouleurs, Harold G. Jr. Corwin, Ronald J. Buta, Georges Paturel et Pascal Fouque, Third reference catalogue of bright galaxies, New York, Springer-Verlag, 1991 (ISBN 978-0-387-97549-8)
- Giuseppe Longo, Antoinette de Vaucouleurs et Harold G. Jr. Corwin, General catalogue of photoelectric magnitudes and colors in the U, B, V system of 3,578 galaxies brighter than the 16-th V-magnitude (1936-1982), Austin, Dept. of Astronomy, University of Texas at Austin, 1983 (ISBN 978-0-9603796-2-0)
- Harold G. Corwin, Antoinette de Vaucouleurs et Gérard de Vaucouleurs, Southern galaxy catalogue: a catalogue of 5481 galaxies south of declination -17 degrees found on 1.2-m U.K. Schmidt IIIa-J plates, Austin, Dept. of Astronomy, University of Texas at Austin, 1985 (ISBN 978-0-9603796-3-7)